# Sant Roc de Valls
Sant Roc de Valls és un edifici del municipi de Valls (Alt Camp) protegit com a bé cultural d'interès local.

## Descripció
Edifici integrat al carrer mitjançant la seva unió per la dreta amb una altra construcció. La façana presenta: planta baixa amb tres portes, de les quals, l'esquerra correspon a la capella. Damunt la porta de la capella hi ha una fornícula. Finalment, en la teulada de la part de la capella s'aixeca una espadanya coronada amb un timpà. Damunt la porta al costat de la capella hi ha tres obertures d'arc escarser i un balcó damunt de la porta central amb barana de ferro colat, de la mateixa manera que els dos que es troben sobre de la tercera porta. L'edifici és de pedra arrebossat i pintat de color siena.

## Història
En aquest edifici va estar instal·lat antigament l'hospital de la Vila. Hi ha notícia que el 1563 ja estava en construcció. Encara es conserva una làpida a la façana que parla de l'any 1566 com a data de la col·locació de la primera pedra (possiblement es refereixi a una ampliació). El 1568 es va obrir el nou hospital sota l'advocació de Sant Roc. El 1600 es van fer obres de millora. El 1786 es va concedir permís per a beneir el nou altar de la capella de Sant Roc, que es va ampliar el 1798 i el 1800 es van tornar a fer obres i es va beneir l'hospital restaurat. En els darrers temps l'edifici ha estat ocupat per diverses institucions i actualment és seu de l'Institut d'Estudis Vallencs i de l'Escola Taller d'Art. La capella ha hostatjat també algunes activitats culturals.

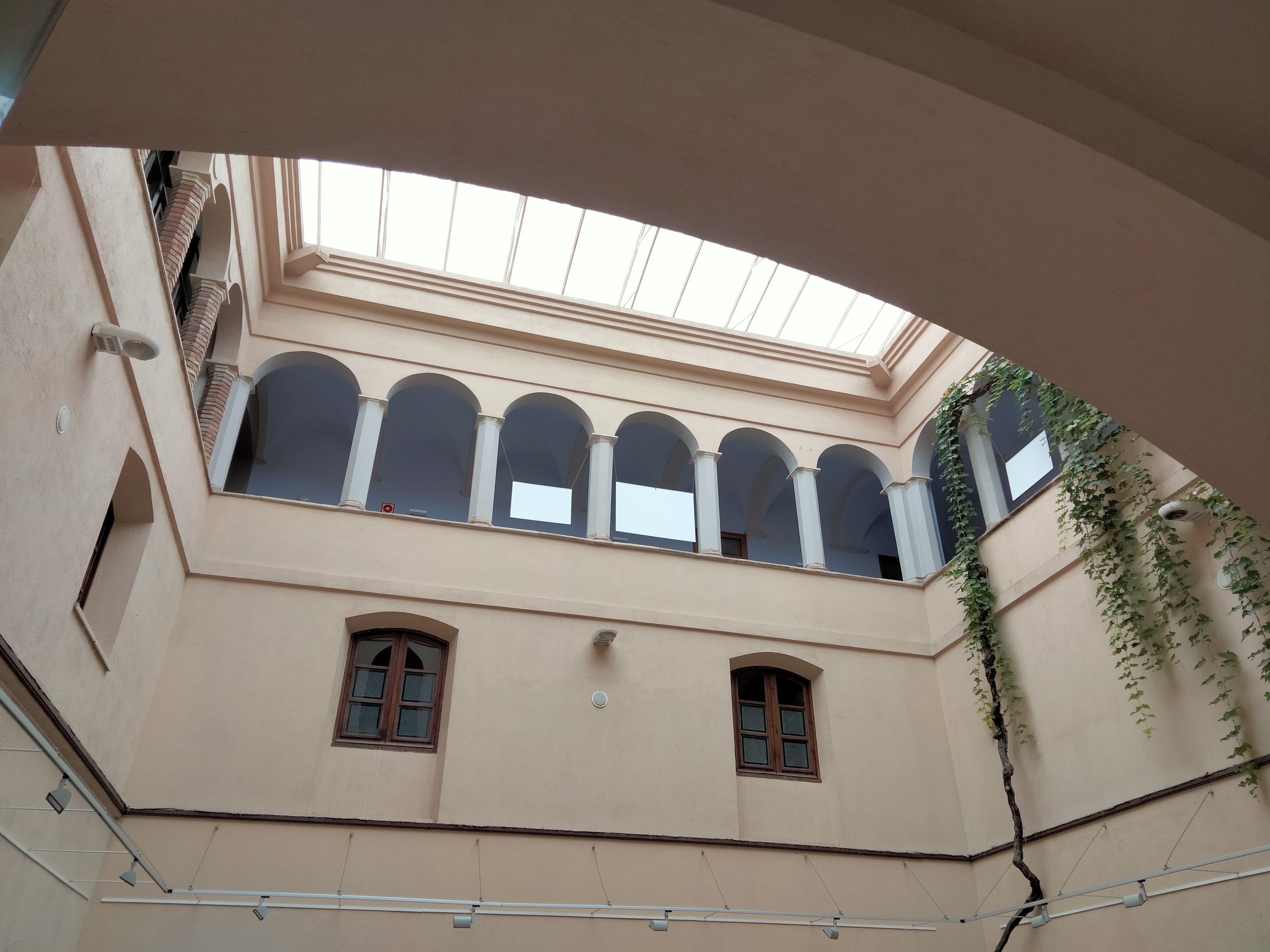
Pati

Als noranta del s. XX es van fer algunes restauracions al conjunt: es canvià la teulada, es van condicionar els interiors i es remodelà la façana.

## Espai cultural
La Capella de Sant Roc es l'espai públic dedicat a l'art contemporani de la ciutat de Valls. Es tracta d'una capella dessacralitzada, ubicada a la planta baixa de l'antic hospital de Sant Roc, edifici del segle xvi que actualment acull la seu de l'Institut d'Estudis Vallencs. La Capella inicià la seva trajectòria el 1985, sota la direcció de Pere Isern i Anton Guri, i des de llavors manté una reconeguda activitat de suport a la creació, la producció i la difusió de les arts visuals contemporànies, especialment emergents. La gestió de l'espai és responsabilitat del Museu de Valls, i el seu director, Jordi París, és qui encarrega els continguts de curadoria a un comissari independent.